# Jože Dežman

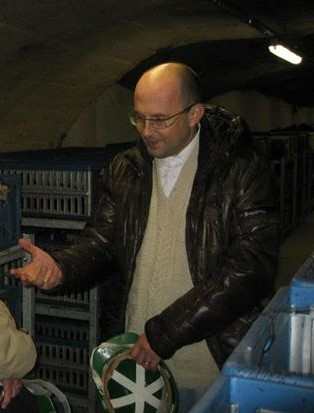
Jože Dežman

Jože Dežman (* 26. September 1955 in Lesce, Gemeinde Radovljica in der Oberkrain) ist ein slowenischer Historiker, Philosoph und Museumskurator. 

## Werdegang
Jože Dežman schloss 1997 sein Studium der Geschichte und Philosophie an der Philosophischen Fakultät der Universität Ljubljana ab. 2014 wurde er an der dortigen Theologischen Fakultät promoviert.
Er war von 2005 bis 2019 Direktor des Museums für neuere Geschichte Sloweniens (MNZS) in Ljubljana und von 2012 bis 2013 Direktor des Archivs der Republik Slowenien. 2021 wurde er erneut zum Leiter des MNZS berufen.
Von 2005 bis 2008 war Jože Dežman mit der Leitung der Kommission für verborgene Gräberfelder betraut. Zu seinen Tätigkeiten gehört unter anderem die Erforschung des Massengrabs im Barbara-Stollen von Huda Jama bei Laško sowie des Massengrabs bei Brežice. Er war beteiligt an der Berichterstattung und Anhörung der Europäischen Kommission zum Thema „Crimes Committed by Totalitarian Regimes“ im Jahr 2008.